# همت‌آباد (تبادکان، دو)
همت‌آباد یا قلعه مشرف روستایی در دهستان تبادکان بخش مرکزی شهرستان مشهد استان خراسان رضوی ایران است.

## جمعیت
بر پایه سرشماری عمومی نفوس و مسکن در سال ۱۳۹۵ جمعیت این روستا ۳۰ نفر (۱۰خانوار) بوده‌است.